# Luganville
Luganville est la deuxième ville de la république du Vanuatu, après la capitale Port-Vila. Située au sud-est de l'île Espiritu Santo (plus connue sous le nom de Santo). Les habitants eux-mêmes emploient également le nom de Canal, d'après l'ancien nom colonial du canal Pekoa : le canal du Segond. Cette ville porte le nom du capitaine de corvette Armand Lugan.

## Toponymie
La ville tire son nom d'Armand Lugan, marin breton capitaine de corvette et commandant du Tanaïs, nom du bateau de l’amiral Dupetit-Thouars qui repéra le site en 1870. La dénomination est donnée en 1880.[réf. nécessaire] Elle est d'abord attribuée à l'exploitation d'un Français dénommé Bernier qui défriche les lieux et y entretient une caféière. Ce toponyme correspond aussi au lieu devant lequel les navires peuvent jeter l'ancre.

## Histoire
Luganville s'est développée à l'époque coloniale, l'importance des plaines disponibles, la dépopulation et la spéculation foncière ayant permis aux colons français d'implanter à Santo de grandes cocoteraies (coprah).
En 1928, Pierre Benoit décrit la localité comme dépourvue de développement urbain, la qualifiant d'« entité ». La ville prend réellement son essor à partir de 1942, durant la Seconde Guerre mondiale, puisqu'elle a été le centre des opérations américaines dans l'ouest du Pacifique après la construction de la base aérienne de Santo-Pekoa.
Luganville a été la véritable capitale économique de l'archipel jusqu'à l'indépendance en 1980.
L'île de Santo a été le siège de l'opposition au nouveau pouvoir de Port-Vila ; Luganville est même en 1980 l'éphémère capitale du Vemarana, État sans reconnaissance internationale proclamé par Jimmy Stevens. On assiste alors au départ paniqué de 700 Français, « rapatriés » en Nouvelle-Calédonie[réf. nécessaire], confiscation ou achat à bas prix de la plupart des plantations, abandon progressif de l'économie de plantation pour un retour à une agriculture vivrière, essentiellement menée par les populations elles-mêmes. Jean Guiart et Rock Pidjot échouent, par maladresse de l'ambassadeur français, à faire revenir les colons qui n'étaient pas compromis dans l'affaire Vemarana. Luganville perd alors, durant les années 1980, son importance, au profit exclusif de Port-Vila.
Luganville constitue la seule ville du nord du Vanuatu. C'est aussi le chef-lieu de la province de Sanma, la plus étendue de l'archipel, avec une population de 13 156 habitants en 2009, et un potentiel économique basé essentiellement sur la vente du coprah et du bois. Luganville comporte un port marchand assez important. Par ailleurs, l'industrie touristique est en plein essor grâce à l'aéroport Santo-Pekoa (IATA: SON, OACI : NVSS), qui accueille depuis 2007 des liaisons internationales (liaison hebdomadaire avec Brisbane, Australie).
Arrosée par le fleuve Sarakata, la ville comporte une longue avenue bordée de magasins — essentiellement tenus par des commerçants d'origine chinoise —, de restaurants, de motels et de bâtiments publics (commissariat de police, services publics divers). À la périphérie de la ville sont situées des usines de transformations : une huilerie, trois scieries, une conserverie de viande de bœuf.

## Institutions
- Collège maritime de Luganville (VMC)

## Jumelage
- Le Mont-Dore (France) en Nouvelle-Calédonie, depuis 2006.